# Sven-Åke Lundbäck
Sven-Åke Lundbäck (* 26. ledna 1948, Töre) je bývalý švédský běžec na lyžích.
Na olympijských hrách v Sapporu roku 1972 vyhrál závod na patnáct kilometrů. Na stejných hrách prožil ovšem i smolný okamžik, když měl blízko bronz ve štafetě na 4 × 10 km, ale spadl blízko cíle. Jeho nejlepším individuálním výsledkem z mistrovství světa je zlato ze závodu na padesát kilometrů na šampionátu v Lahti roku 1978. Na stejném mistrovství bral i štafetové zlato. Na domácí půdě nasbíral 10 titulů mistra republiky. Byl známý svou mimořádně vysokou spotřebou kyslíku 94,6 ml/kg/minutu.
Po skončení závodní kariéry vystudoval tělesnou výchovu na Švédské škole sportu a zdraví ve Stockholmu, absolvoval v roce 1984. Poté působil jako školní učitel v Luleå až do roku 2011, kdy byla jeho škola uzavřena. Je ženatý s běžkyní na lyžích Lenou Carlzon-Lundbäckovou; mají dceru a syna, kteří také závodili v běhu na lyžích. Kvůli tomu, že Lundbäck neobdržel Zlatou medaili Svenska Dagbladet v roce 1978, odmítl toto ocenění o dva roky později převzít jeho týmový kolega Thomas Wassberg.